# Padronização

Ilustração que mostra a padronização DIN de formatos de papéis

Padronização, normalização, normatização ou estandardização é o processo de desenvolvimento e implementação de normas técnicas. A padronização tem como objetivo definir especificações técnicas que auxiliem na maximização da compatibilidade, reprodutibilidade, segurança ou qualidade de determinado processo, produto ou serviço.  
Em ciências sociais, incluindo economia, a ideia de padronização é próxima da solução de um problema de coordenação, situação onde todas as partes podem obter ganhos, mas apenas através da tomada de decisões coerentes entre si. A aplicação técnica do conhecimento conceitual em processos produtivos visando a solução para questões recorrentes, observando condições econômicas e do estado da arte, passa pelo processo de padronização nas tomadas de decisões para a manutenção dos padrões obtidos.

## História
A implementação de padrões na indústria e no comércio tornaram-se extremamente importante com o começo da Revolução Industrial, onde havia necessidade de gerar grandes quantidades de produtos com qualidade homogênea.
No início do século XX, destacaram-se os estudos de Frederick Taylor visando racionalizar as etapas de produção. Em seu livro Princípios de Administração Científica , Taylor propõe que administrar uma empresa deve ser tido como uma ciência (Taylorismo). A ideia principal do livro é a racionalização do trabalho, que envolve a divisão de funções dos trabalhadores. Para isso era necessário a padronização do processos de produção, de forma que o produto final não dependesse unicamente de um trabalhador responsável por todas as etapas do processo mas sim de conjuntos de trabalhadores treinados para funções específicas. A divisão e a padronização do processo produtivo visam a máxima eficiência com o menor esforço. Henry Ford costuma ser tido como um dos criadores deste modelo de administração, pelas medidas práticas ligadas a concepção teórica semelhante à de Taylor que ele adotou em suas fábricas. A ele é atribuído o Fordismo, isto é, a produção em grande quantidade de automóveis a baixo custo por meio da utilização do artifício conhecido como linha de montagem.

### Padronização internacional
A padronização internacional começou pela área eletrotécnica, com a constituição, em 1906, da Comissão Internacional Eletrotécnica (IEC). O estabelecimento da Federação das Associações Nacionais de Padronização (ISA), com foco na engenharia mecânica, veio logo a seguir, em 1926. 
Porém, foi a Segunda Guerra Mundial que provocou um impulso nessa atividade. Os Estados Unidos, devido ao ataque japonês a Pearl Harbor, tiveram que adaptar suas indústrias, especialmente as mecânicas e metalúrgicas, para produzir canhões, aviões, navios, fuzis, etc. Como eles tinham que trabalhar contra o tempo, as atividades de fabricação foram divididas entre as diversas empresas que tinham maior afinidade com a produção daquele item específico. As peças passaram a ser produzidas em diferentes locais e enviadas para um local onde era feita a montagem final dos armamentos. Para que essa otimização do processo tivesse sucesso foi necessário que se investisse em padronização de medidas e intervalos de confiança para que as diversas peças se encaixassem entre si.

Com o final do conflito, em 1946, representantes de 25 países reuniram-se em Londres e criaram uma nova organização internacional, com o objetivo de facilitar a coordenação internacional e unificação dos padrões industriais. A Organização Internacional para Padronização (ISO) iniciou oficialmente as suas operações em 23 de fevereiro de 1947 com sede em Genebra, na Suíça.

### Padronização nacional
Em geral, em cada país existe um organismo nacional de normalização certificado.  Alguns exemplos são o ANSI nos Estados Unidos, o BSI no Reino Unido, o DIN na Alemanha e a ABNT no Brasil. Essas entidades podem ser públicas, privadas ou uma parceria conjunta dos dois setores. O controle dessas entidades está ligado a aspectos históricos relativos a influencia do setor privado na administração pública e ao grau de desenvolvimento de cada economia. Públicas ou privadas, todas entidades nacionais certificadas estão ligadas ao órgão de controle internacional, ISO.
No Brasil, o órgão responsável pela normalização técnica é a Associação Brasileira de Normas Técnicas (ABNT). Fundada em 1940, vem fornecendo a base necessária ao desenvolvimento tecnológico brasileiro. A ABNT é uma entidade privada, sem fins lucrativos, reconhecida como único Foro Nacional de Normalização no país. É membro fundador da ISO, da COPANT (Comissão Panamericana de Normas Técnicas) e da AMN (Associação Mercosul de Normalização).

## Objetivos
A normalização técnica baseia-se em resultados da ciência, da tecnologia e da experiência prática. Tem como conceito básico a obtenção do consenso entre as diversas partes envolvidas: o fabricante, o fornecedor e o cliente/usuário.
A padronização busca a definição, a unificação e a simplificação, de forma racional, seja dos produtos acabados, seja dos elementos utilizados para produzi-los e tem como objetivos principais:
- Economia - redução de desperdícios e variedade de produtos de certa gama;
- Comunicação - assegurar a absorção e transferência de tecnologia;
- Segurança - proteção da vida e saúde humana;
- Compatibilidade - manutenção da funcionalidade com produtos complementares;
- Proteção do consumidor -  aferição da qualidade requerida pelo consumidor;
- Eliminação de barreiras técnicas e comerciais - adequação a padrões internacionais.

## Processo de normalização
Na maioria das organizações, a padronização é conduzida seguindo uma sequência característica de etapas. Para estar de acordo com as normas técnicas impostas por cada órgão da maneira mais eficiente possível, o projeto deve levar em consideração esses passos básicos na hora de determinar o cronograma de trabalho.
Apesar do processo básico ser o mesmo para grande parte das organizações, os órgãos de normalização nem sempre compartilham os mesmos objetivos e, dessa forma, não geram os mesmos resultados. Os diferentes enfoques dado por cada órgão é que vão determinar as etapas e a sequência a ser seguida para que o resultado pretendido seja atingido.
No momento do projeto é necessário determinar que resultados que serão perseguidos, pois isso irá influenciar o tipo de processo a ser seguido, os resultados que serão obtidos e a organização que deverá ser consultada.

### Características gerais do processo
Apesar de nem todo processo de padronização seguir exatamente as mesmas etapas, alguns pontos que caracterizam um processo típico podem ser identificados 
1. Determinação e reconhecimento da necessidade por um número suficiente de membros de uma organização de normalização;
2. Elaboração de um conjunto de requisitos a serem atendidos fundamentados em especificações técnicas;
3. Descrição dos requisitos por um grupo de peritos técnicos, com base no consenso entre os membros da organização;
4. Processo de aprovação formal do projeto de especificações entre a organização e seus membros;
5. Teste e certificação por parte da indústria, a fim de garantir a interoperabilidade entre diferentes implementações;
6. Processo de manutenção ou revisão periódica para garantir que o padrão permaneça em sincronia com as exigências do mercado.

No planejamento das atividades e objetivos da normalização, o projeto deve determinar quais as etapas do processo devem receber maior atenção e quantas etapas sequenciais visam executar. 

## Benefícios
Devido ao crescente número de exigências e a alta competitividade da economia internacional, as empresas dependem cada vez mais da sua capacidade de inovação para redução de custos. Nesse contexto, a normalização é utilizada como meio para se alcançar a redução de custos da produção e do produto final, mantendo ou melhorando sua qualidade. As vantagens mais significativas, que resultam da atividade normativa, podem ser enumeradas:
- Utilização adequada dos recursos;
- Uniformização da produção;
- Melhoria da qualidade;
- Aumento da produtividade;
- Possibilidade de registro do conhecimento tecnológico;
- Facilita a cooperação tecnológica entre países;
- Simplificação e redução do tempo de projeto;
- Atualização permanente;
- Promoção do comércio, através da supressão dos obstáculos originados pelas diferentes práticas nacionais.

As normas e a padronização geram diversos benefícios tanto para a indústria e quanto para a sociedade. E, apesar da cooperação ocasionalmente exigir algum esforço dos órgãos de normalização tanto quanto dos projetistas, na maioria dos casos é benéfico para ambas as partes.

## Órgãos internacionais de normalização
- ISO - Organização Internacional para Padronização
- IEC - Comissão Eletrotécnica Internacional
- ISA - Sociedade Internacional de Automação
- IEEE - Instituto de Engenheiros Eletricistas e Eletrônicos
- ITU - União Internacional de Telecomunicações
- IATA - Associação Internacional de Transportes Aéreos
- Codex Alimentarius - Código Alimentar